# LEW EL9
EL9 – lokomotywa akumulatorowa produkowana w latach 1951-1978 dla kolei przemysłowych. Wyprodukowano 1610 lokomotyw przemysłowych, dwieście lokomotyw wyeksportowano do chińskich kolei górniczych.